# Józef Brenstjern-Pfanhauser
Józef Brenstjern-Pfanhauser (ur. 9 lutego 1896 w Małym Brześciu, zm. 13 października 1971 w Krakowie) – rotmistrz Wojska Polskiego, inżynier rolnictwa i działacz społeczny, poseł do Krajowej Rady Narodowej (1946–1947).

## Życiorys
Urodził się 9 lutego 1896 w Małym Brześciu, pow. włocławski, jako syn Juliana (1861–1943) i Eufemii z Łapińskich (1870–1939), brat Jerzego Oskara (1893–1962), Zygmunta (1904–1970, dyrektor Narodowego Instytutu Leków, rotmistrz WP, żołnierz II Korpusu PSZ na Zachodzie), Janusza (1908–1991, powstaniec warszawski) oraz Haliny i Wandy. Jego rodzina przybyła do Polski z Austrii pod koniec XVIII wieku. Z wykształcenia i zawodu był inżynierem rolnictwa. W okresie II Rzeczypospolitej pełnił funkcję dyrektora (głównego plenipotenta) zarządzającego dobrami wilanowskimi hr. Adama Branickiego. 
29 stycznia 1932 roku Prezydent RP Ignacy Mościcki nadał stopień porucznika ze starszeństwem z dniem 2 stycznia 1932 roku i 169. lokatą w korpusie oficerów rezerwy kawalerii. W 1934 był oficerem rezerwy 1 pułku szwoleżerów. Później otrzymał awans na stopień rotmistrza. Od 1937 związany ze Stronnictwem Pracy. 
Po wybuchu II wojny światowej i nastaniu okupacji niemieckiej zaangażował się w działalność konspiracyjną. Działał w Polskim Związku Wolności (Okręg Warszawa), później w Komendzie Miasta Okręgu Warszawskiego Armii Krajowej. Podczas powstania warszawskiego 1944 pełnił funkcję zastępcy komendanta placu m.st. Warszawy Okręgu Warszawskiego AK w dzielnicy Śródmieście Północ.
Po wojnie był pełnomocnikiem Stronnictwa Pracy na województwo warszawskie, z ramienia którego sprawował mandat posła do Krajowej Rady Narodowej (od września 1946). W sfałszowanych wyborach ze stycznia 1947 bez powodzenia ubiegał się o mandat w okręgu Pruszków.
Jego żoną była Maria ze Zgleczewskich herbu Rola (1902–1996), z którą miał córki: Renatę (1924–1997), żonę Emanuela Rostworowskiego i Krystynę Teresę (1924–2006), po mężu Skarbek-Malczewską, również uczestniczące w powstaniu warszawskim.
Zmarł 13 października 1971 w Krakowie. Pochowany na cmentarzu Salwatorskim w Krakowie 23 października 1971 (sektor SC7-8-37).

## Ordery i odznaczenia
- Krzyż Srebrny Orderu Virtuti Militari (30 lipca 1946)[12]
- Krzyż Walecznych[9]
- Złoty Krzyż Zasługi (5 lipca 1939)[13]
- Krzyż Partyzancki[9]
- Srebrny Krzyż Zasługi (11 maja 1946)[14]
- Krzyż Niepodległości (1937)[15][9]
- Medal Wojska (czterokrotnie)[2]
- Medal 10 Rocznicy Wojny Niepodległościowej (Łotwa)[4]